# Julio Chávez
Julio Chávez (ur. 14 lipca 1956 w Buenos Aires) – argentyński aktor filmowy, teatralny i telewizyjny. Laureat Srebrnego Niedźwiedzia dla najlepszego aktora na 57. MFF w Berlinie za rolę człowieka przejmującego tożsamość zmarłego nieznajomego w filmie Inny (2007) Ariela Rottera. Liczne nagrody (m.in. na MFF w Hawanie i Limie) zdobył też za kreację w filmie Cień (2006) Rodrigo Moreno.